# Chubb Limited
Chubb Limited (tot 14 januari 2016 ACE Limited) is een internationaal actieve Zwitserse verzekeringsgroep met als kernactiviteiten directe en herverzekering. Chubb Limited heeft haar hoofdkantoor in Zürich.
De bedrijvengroep heeft eigen kantoren in meer dan 50 landen en bedient klanten in meer dan 140 landen. De aandelen van Chubb Limited zijn genoteerd aan de New York Stock Exchange en zijn opgenomen in de S&P 500-aandelenindex.

## Geschiedenis
ACE werd in 1985 opgericht door een consortium van 34 grote bedrijven, met het hoofdkantoor op de Kaaimaneilanden en kantoren in Hamilton, Bermuda. In 1993 werd het bedrijf via een beursgang genoteerd aan de New York Stock Exchange. Vervolgens breidde ACE uit door haar activiteiten uit te breiden en diverse overnames te doen. In 2002 betrad het bedrijf de Europese verzekeringsactiviteiten met de opening van het Europese hoofdkantoor in Londen.
In 2008 besloot de Groep zijn hoofdkantoor te verplaatsen naar Zwitserland (Zürich), wat op 18 juli 2008 werd voltooid. Het betrof de omzetting van ACE Limited in een naamloze vennootschap naar Zwitsers recht.
Strikt genomen gaat de geschiedenis van het bedrijf terug tot 1792, toen op 19 november van dat jaar in Philadelphia de Insurance Company of North America (INA) werd opgericht. In 1794 gaf het bedrijf de eerste levensverzekering uit. In 1999 werd het schadegedeelte van het bedrijf – dat na de fusie met de Connecticut General Life Insurance Company onder de naam CIGNA opereerde – overgenomen door ACE Ltd., dat in 1985 werd opgericht.
Op 1 juli 2015 kondigde ACE aan dat het zijn Amerikaanse concurrent Chubb Corporation zou overnemen voor $ 28 miljard. Het gecombineerde bedrijf zou dan opereren als Chubb Limited en zijn hoofdkantoor in Zürich hebben. ACE-CEO Evan Greenberg ging ook het nieuwe bedrijf leiden. De bestaande aandeelhouders van ACE kregen 70 procent van het nieuwe bedrijf in handen. Op 14 januari 2016 voltooide ACE de overname en hernoemde zichzelf tegelijkertijd tot Chubb Limited.

## Steun aan Donald Trump
In maart 2024 betaalde Chubb een borgtocht van $ 91 miljoen voor Donald Trump in het proces tegen E. Jean Carroll. Trump had de columniste, die al een proces tegen hem had gewonnen wegens seksueel misbruik, meerdere keren belasterd - onder meer op de trappen naar het gerechtsgebouw. Chubb CEO Evan Greenberg, die eerder adviseur was in het Witte Huis onder Trump, had campagne gevoerd voor deze borgtocht en voorkwam zo dat het onroerend goed van de vermeende miljardair kort voor het verstrijken van de deadline werd afgeschermd.
Leden:
American International Group · Allianz Trade · Atradius · Aviva · AXA · 
Chubb · Coface · Credendo · Green Stars · Groupama · Münchener Rück · Ping An Insurance · 
Swiss Re · Travelers · Zurich Insurance Group
Oud-leden:
N.V. Nationale Borg-Maatschappij